# Norilsk
Norilsk (en ruso: Нори́льск, AFI: [nɐˈrʲilʲsk]) es una ciudad del krai de Krasnoyarsk en Rusia. Sus orígenes se remontan a 1920, pero su fundación se considera tradicionalmente en 1935 y obtuvo el estatus de ciudad en 1953. Tiene una población de 178 018 habitantes (2017). Es el núcleo urbano más grande del norte de Siberia y se encuentra al norte del círculo polar ártico.  
Norilsk es la ciudad con más de 100 000 habitantes más septentrional del mundo, y junto con Yakutsk, son las únicas ciudades en zona de continuo permafrost. Norilsk bajo la URSS fue una ciudad cerrada por su importante industria metalúrgica.
Actualmente,según el decreto del Gobierno de la Federación Rusa del 4 de julio de 1992, n.º 470, el municipio de Norilsk está clasificado como un "territorio con visitas reguladas" para ciudadanos extranjeros. Para su visita, previamente hay que contactar con el Departamento de Procedimiento Administrativo de la ciudad.

## Características

Edificio sede la compañía minera Norilsk Nickel, en una imagen de 2016.

La primera fuente de empleo y riqueza de la ciudad, con más del 50% de la fuerza laboral de la ciudad, es la empresa de minería rusa MMC Norilsk Nickel. El presupuesto de Norilsk es más del 90 por ciento dependiente de los impuestos de la División Polar de Norilsk Nickel. El 90% de la producción de Rusia y un 20% de la producción de níquel en todo el mundo se produce en Norilsk.  El níquel es un elemento fundamental para entre otras muchas cosas, fabricar baterías eléctricas o acero inoxidable.  
También se obtiene de la región cobalto, cobre, metales del grupo del platino, oro y plata. En 2014, Norilsk Nickel produjo el 44% de la producción mundial de paladio, el 14% de platino, el 13% de níquel y un 2% de cobre.
Debido a la minería intensiva y al procesado posterior de los minerales, Norilsk se situaba en 2013 entre las diez ciudades más contaminadas del mundo; no tiene un solo árbol vivo en un radio de 48 kilómetros por culpa de la lluvia ácida. Según algunas estimaciones, el 1 % de las emisiones de dióxido de azufre de todo el planeta provienen de Norilsk. Durante la URSS, las fábricas no contaban con prácticamente ninguna regulación medioambiental. Desde los últimos años, se ha logrado reducir las emisiones de contaminantes en un 75%.
En 2005, según la compañía minera, hubo 2,4 accidentes por cada mil trabajadores, una cifra elevada que convertía la mina en peligrosa para trabajar. En 2017, Norilsk Nickel afirmó que desde 2013, había reducido su tasa de frecuencia de accidentes en casi un 60%.
La longitud total de las minas que hay en Norilsk es de unos tres mil kilómetros. Como comparación, el Metro de Moscú tiene aproximadamente 300 kilómetros de túneles.
Debido a su latitud, los habitantes sufren 45 días de noche permanente al año, con temperaturas que alcanzan los 50 grados bajo cero y vientos de hasta 25 metros por segundo. A lo largo de la noche polar, puede aparecer la aurora boreal.   

El centro de la ciudad tiene como principal vía la avenida de Lenin (Ле́нинский проспе́кт), que en parte es una copia arquitectónica en pequeño de la avenida Nevski de San Petersburgo.  

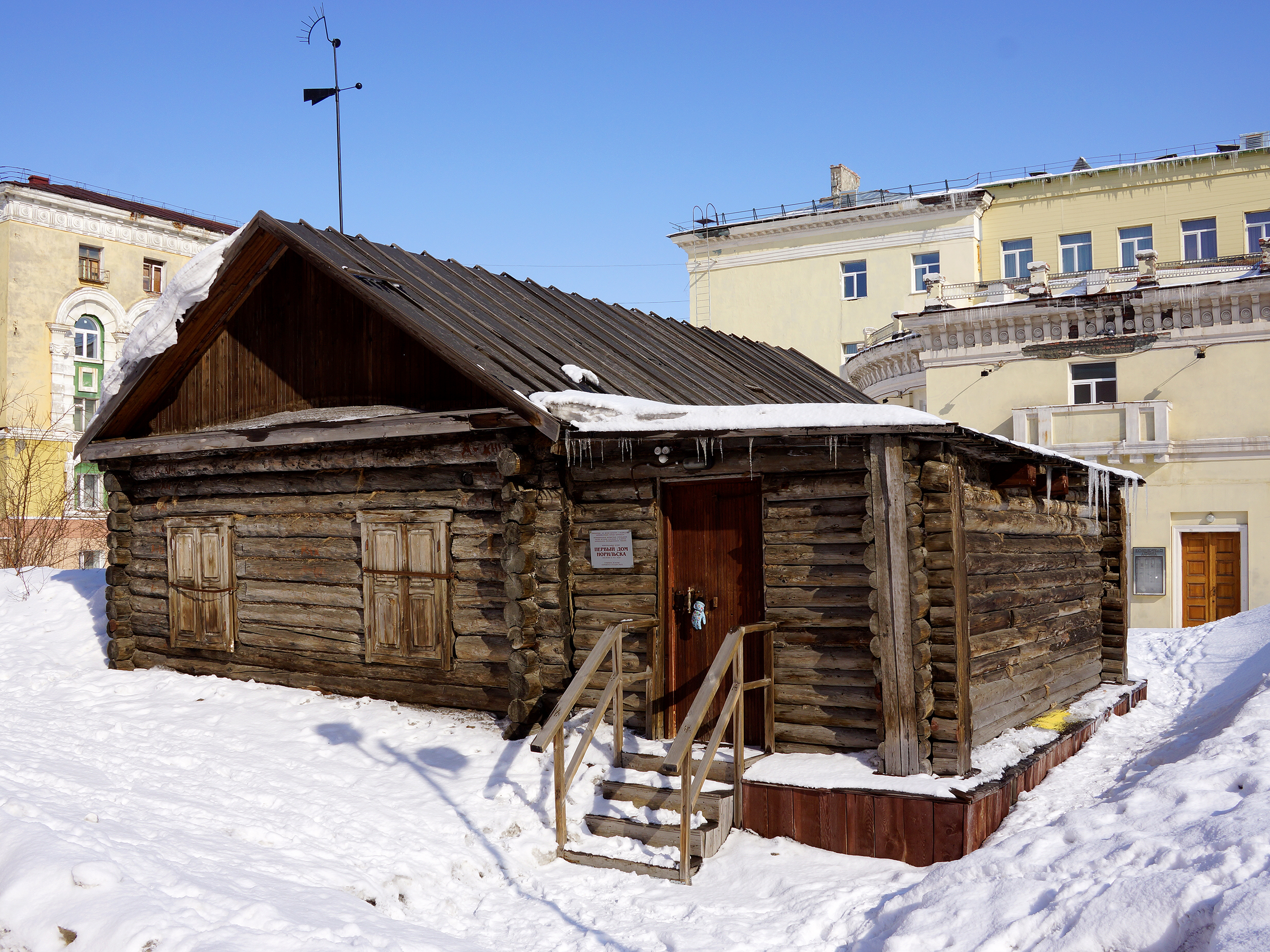
La primera casa construida en Norilsk, en 1921.

## Historia
Norilsk se fundó a fines de la década de 1920, pero la fecha oficial de su fundación es tradicionalmente en 1935, cuando Norilsk se expandió como un asentamiento para el complejo minero-metalúrgico. 
Se le otorgó el estatus de asentamiento de tipo urbano en 1939. Los depósitos minerales en el Cratón de Siberia se conocieron durante dos siglos antes de la fundación de la ciudad, pero la minería comenzó solo en 1939, cuando se encontraron las partes enterradas de las intrusiones de Talnakh, cerca de Norilsk, bajo un terreno montañoso.
En 1953 obtiene el estatus de ciudad con todas las instalaciones de infraestructura urbana necesarias: hospitales, escuelas, un estadio, clubes y un cine. La población era entonces de 77 mil personas, de las cuales 68 mil eran prisioneros de Norillag.

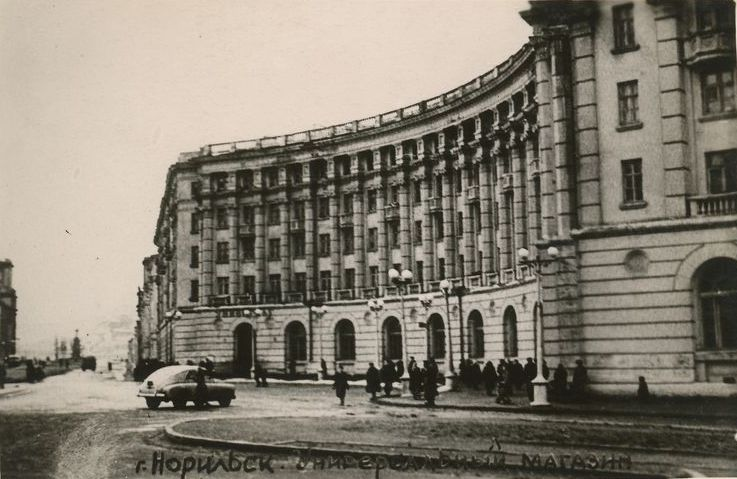
Imagen de Norilsk en 1957.

Las muertes fueron especialmente altas durante los años de la Gran Guerra Patria de 1942 a 1944, cuando los suministros de alimentos eran particularmente escasos. Los prisioneros organizaron en 1953 un levantamiento no violento. Según los archivos de Norillag, 16 806 presos murieron en Norilsk bajo las condiciones de trabajo forzado, hambre y frío intenso durante la existencia del campamento hasta 1956. Un número desconocido, pero significativo de prisioneros, continuó sirviendo y muriendo en las minas hasta alrededor de 1979.  
La mayoría de los edificios que van conformando la imagen de la ciudad son proyectos típicos de arquitectura estalinista. Las edificaciones más modernas están construidas sobre grandes campos de pilotes, que hundidos a treinta metros en el congelado permafrost, hacen de novedosos cimientos.  
En 1996, se construyó la iglesia ortodoxa más septentrional y en 1998, la mezquita más septentrional del mundo. 
Actualmente la ciudad cuenta con una cierta vida cultural y de ocio.

## Geografía
Norilsk es la ciudad más septentrional del mundo con más de 100 000 habitantes y la segunda ciudad más grande (después de Múrmansk) dentro del círculo polar ártico. Norilsk, Yakutsk y Vorkutá son las únicas ciudades grandes en zona continua de permafrost. Se encuentra entre el raión de Taimyrski al norte, y el de Turujanski al sur.

### Clima
Norilsk tiene un clima subártico extremadamente duro (clasificación climática de Köppen, Dfc), y está cubierto de nieve unos 250-270 días al año, con tormentas de nieve durante unos 110-130 días. El sol de medianoche está por encima del horizonte desde el 21 de mayo al 24 de julio, y el período en que el sol no se levanta, la noche polar, es desde aproximadamente el 30 de noviembre hasta el 13 de enero. Las temperaturas pueden, a veces, elevarse por encima de los 25 °C en julio. Muchas de las áreas circundantes son tundra natural sin árboles.
| Parámetros climáticos promedio de Norilsk | Parámetros climáticos promedio de Norilsk | Parámetros climáticos promedio de Norilsk | Parámetros climáticos promedio de Norilsk | Parámetros climáticos promedio de Norilsk | Parámetros climáticos promedio de Norilsk | Parámetros climáticos promedio de Norilsk | Parámetros climáticos promedio de Norilsk | Parámetros climáticos promedio de Norilsk | Parámetros climáticos promedio de Norilsk | Parámetros climáticos promedio de Norilsk | Parámetros climáticos promedio de Norilsk | Parámetros climáticos promedio de Norilsk | Parámetros climáticos promedio de Norilsk |
| Mes                                       | Ene.                                      | Feb.                                      | Mar.                                      | Abr.                                      | May.                                      | Jun.                                      | Jul.                                      | Ago.                                      | Sep.                                      | Oct.                                      | Nov.                                      | Dic.                                      | Anual                                     |
| ----------------------------------------- | ----------------------------------------- | ----------------------------------------- | ----------------------------------------- | ----------------------------------------- | ----------------------------------------- | ----------------------------------------- | ----------------------------------------- | ----------------------------------------- | ----------------------------------------- | ----------------------------------------- | ----------------------------------------- | ----------------------------------------- | ----------------------------------------- |
| Temp. máx. abs. (°C)                      | -0.6                                      | -0.6                                      | 7.4                                       | 14.0                                      | 23.0                                      | 32.0                                      | 32.0                                      | 30.2                                      | 24.5                                      | 16.1                                      | 2.8                                       | -0.4                                      | 32                                        |
| Temp. máx. media (°C)                     | -23.6                                     | -23.9                                     | -18.4                                     | -10.0                                     | -1.7                                      | 10.4                                      | 18.2                                      | 15.0                                      | 6.9                                       | -6.7                                      | -16.9                                     | -21.6                                     | -6                                        |
| Temp. media (°C)                          | -26.9                                     | -27.2                                     | -21.9                                     | -13.9                                     | -4.8                                      | 7.0                                       | 14.3                                      | 11.4                                      | 4.0                                       | -9.5                                      | -20.2                                     | -25.1                                     | -9.6                                      |
| Temp. mín. media (°C)                     | -30.7                                     | -31.0                                     | -26.4                                     | -18.5                                     | -8.4                                      | 3.2                                       | 10.0                                      | 7.6                                       | 1.2                                       | -12.5                                     | -23.9                                     | -28.9                                     | -13.4                                     |
| Temp. mín. abs. (°C)                      | -53.1                                     | -52.0                                     | -48.0                                     | -38.7                                     | -26.8                                     | -9.8                                      | 0.4                                       | -1.7                                      | -13.0                                     | -36.0                                     | -48.9                                     | -51.0                                     | -53.1                                     |
| Precipitación total (mm)                  | 17.6                                      | 16.1                                      | 28.4                                      | 21.1                                      | 24                                        | 34.4                                      | 32.4                                      | 52.2                                      | 26                                        | 35.9                                      | 30.8                                      | 22.1                                      | 341                                       |
| Días de precipitaciones (≥ 1 mm)          | 11.7                                      | 10.9                                      | 14.0                                      | 13.9                                      | 15.7                                      | 14.0                                      | 13.4                                      | 15.9                                      | 16.3                                      | 18.5                                      | 13.7                                      | 13.6                                      | 171.6                                     |
| Fuente: Weatherbase MeteoBlue OGIMET      |                                           |                                           |                                           |                                           |                                           |                                           |                                           |                                           |                                           |                                           |                                           |                                           |                                           |

### Medio ambiente

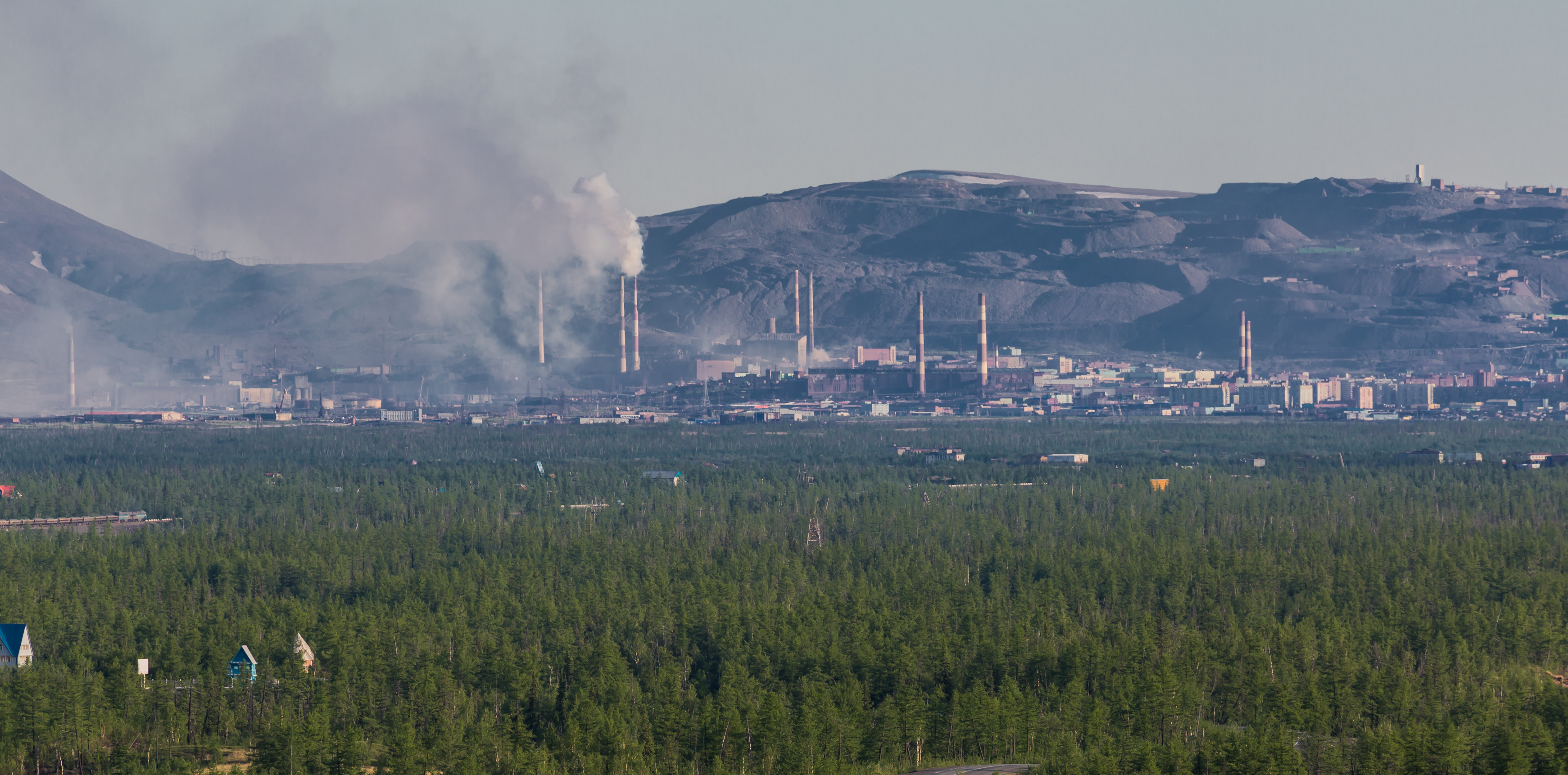
La ciudad de Norilsk desde Talnakh.

Norilsk se encuentra entre la llanura de Siberia occidental y la meseta central de Siberia, al pie de las montañas de Putoran, de 1700 metros de altura. La meseta de Putorana es una reserva natural desde 1988 de una superficie de 1 773 300 hectáreas. Tiene la mayor concentración de renos del mundo. En julio de 2010, fue declarada Patrimonio de la Humanidad por la Unesco, considerada como «un conjunto completo de ecosistemas árticos y subárticos en una cordillera aislada incluyendo taiga, tundra arbolada, tundra y desierto polar, así como un lago de agua fría inalterado y sistemas fluviales».
Tiene algunos de los depósitos de níquel más grandes de la Tierra y es el centro de una región rica en níquel, cobre, cobalto, platino, paladio o carbón. Talnakh es actualmente el principal sitio de minería desde donde se obtienen los recursos para las plantas metalúrgicas de Norilsk. 
Es uno de los lugares más contaminados del mundo, junto con la ciudad rusa de Dzerzhinsk, ya que sus industrias metalúrgicas liberan al menos 500 toneladas de óxidos de cobre y óxidos de níquel y 2 millones de toneladas de dióxido de azufre al aire cada año, afectando a 135 000 habitantes.
Como consecuencia, la esperanza de vida para trabajadores es diez años menor que el promedio ruso.
Actualmente, durante la primera década del siglo XXI, se ha ido mejorando lentamente la contaminación medioambiental. En 2010, el presidente Vladímir Putin mostró su descontento durante una visita a Norilsk, amenazando con "importantes aumentos de multas por contaminación" si "la fábrica no se modernizaba". En 2013, el propietario y presidente de la compañía Vladímir Potanin, uno de los multimillonarios más importantes de Rusia, comenzó a invertir en medidas medioambientales, incluyendo el cierre progresivo de parte de la empresa de níquel. En 2016, Norilsk Nickel presupuestó invertir 300 mil millones de rublos (8000 millones de euros) en modernizar las fábricas hasta 2020. En febrero de 2019, el ministro de Recursos Naturales y Medioambiente presentó "Ecología", un plan para continuar disminuyendo el problema de contaminación en Norilsk y otras ciudades importantes como Krasnoyarsk, Omsk, Cheliábinsk o Chitá.

## Transporte

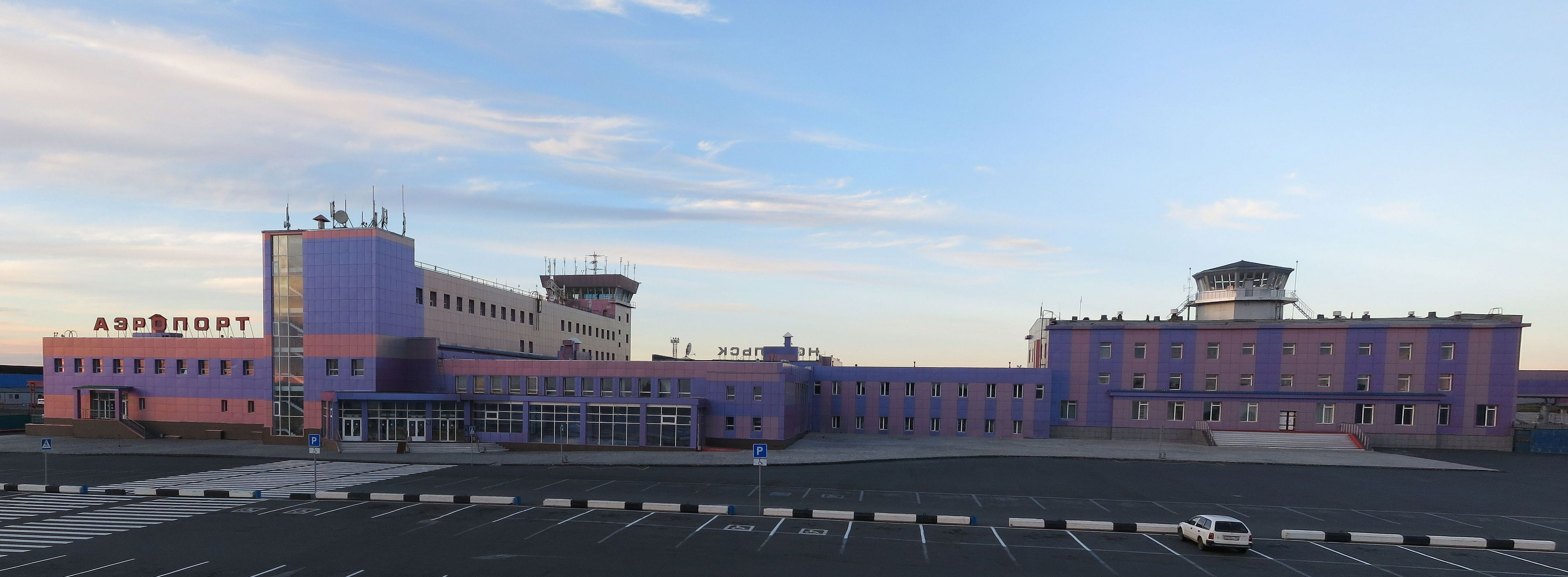
Aeropuerto de Norilsk, foto del año 2013.

### Aeropuertos
La ciudad tiene como principal medio de transporte el aeropuerto Alykel, a 35 kilómetros al oeste de la ciudad. En 2018 operaban en el aeropuerto cuatro compañías aéreas con vuelos regulares entre la ciudad y diez destinos en Rusia. En 2017 transportaron 462 mil pasajeros. Actualmente está en proceso de ampliación y mejora, con la intención de que pueda promover un incipiente turismo a la región polar.
También cuenta con el pequeño aeropuerto de Valek, a 9 kilómetros de la ciudad.

### Ferrocarril
Para respaldar la nueva ciudad, se estableció un ferrocarril al puerto de Dudinka en el río Yenisei, primero como una línea de vía estrecha en el invierno de 1935 a 1936, y más tarde como una línea de ancho estándar ruso de 1.520 mm, finalizada a principios de la década de 1950. Desde Dudinka, el níquel enriquecido y el cobre se transportan a Murmansk por mar y, luego, a la planta de enriquecimiento y fundición de Monchegorsk, en la península de Kola, mientras que el contenido más precioso sube por el río hasta Krasnoyarsk. Este transporte solo se realiza durante el verano. El puerto de Dudinka se cierra y se desmantela cuando se congela el agua y no permite la navegación en primavera hasta al menos finales de mayo.
A principios de la década de 1950, se estaba construyendo otro ferrocarril desde la ciudad de Vorkuta a través de Salejard en el río Ob, y en Norilsk se edificó una espaciosa estación construida para un día ofrecer una conexión con la capital, Moscú, pero la construcción se detuvo tras la muerte de Iósif Stalin.

### Ferries
Para viajar a la ciudad desde otras partes del país, casi el único medio es el transporte aéreo y, durante un corto espacio de tiempo en verano, mediante ferry a través de Dudinka.

## Cultura

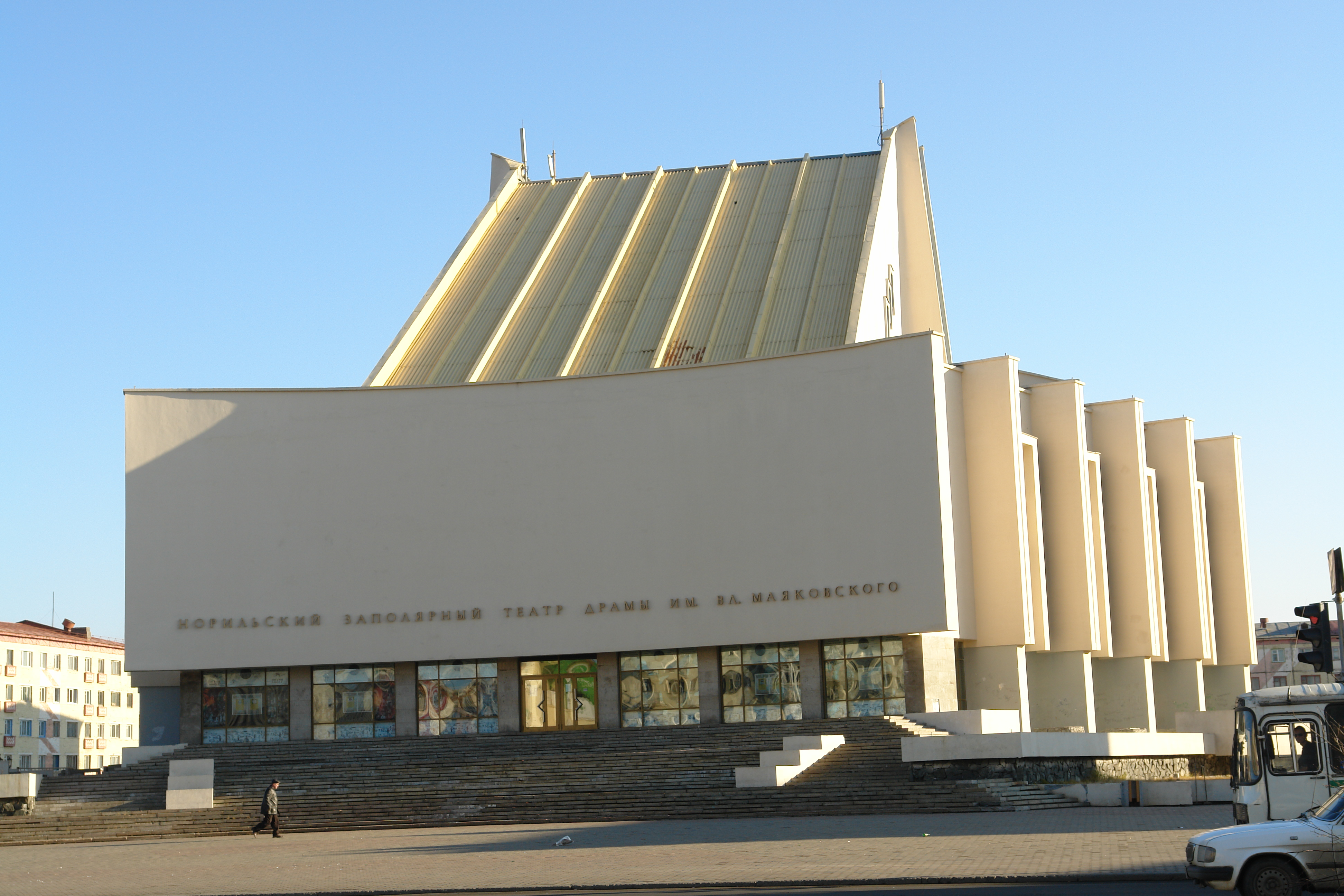
Teatro Polar de Norilsk Vladímir Mayakovski.

El ocio cultural para los ciudadanos de Norilsk es proporcionado por instituciones como el Museo de Historia del Desarrollo de la NPR o un teatro. El teatro de la ciudad lleva el nombre del poeta Vladímir Mayakovski y su primera actuación se presentó a la audiencia el 6 de noviembre de 1941. Durante la existencia del teatro en una primera etapa, se realizaron alrededor de 600 representaciones. Después de la reconstrucción llevada a cabo en 2001, el teatro tiene una capacidad de 540 asientos.

### En la literatura
Norilsk forma parte de las novelas de ciencia ficción de escenario postapocalíptico tituladas Incidente Norilsk, en las que cuatro grupos de personas de diferentes perfiles y características intentan acceder a la ciudad luego de que un misterioso objeto caído del cielo impactara en la misma e hiciese desaparecer a toda su población y a aquellos quienes se aventuran a acercarse.
La ciudad aparece asimismo varias veces en Caminando por valles oscuros, ya que el autor, el jesuita Walter Ciszek, pasó varios años en un gulag cercano a la ciudad y posteriormente vivió un tiempo en ella.

## Galería

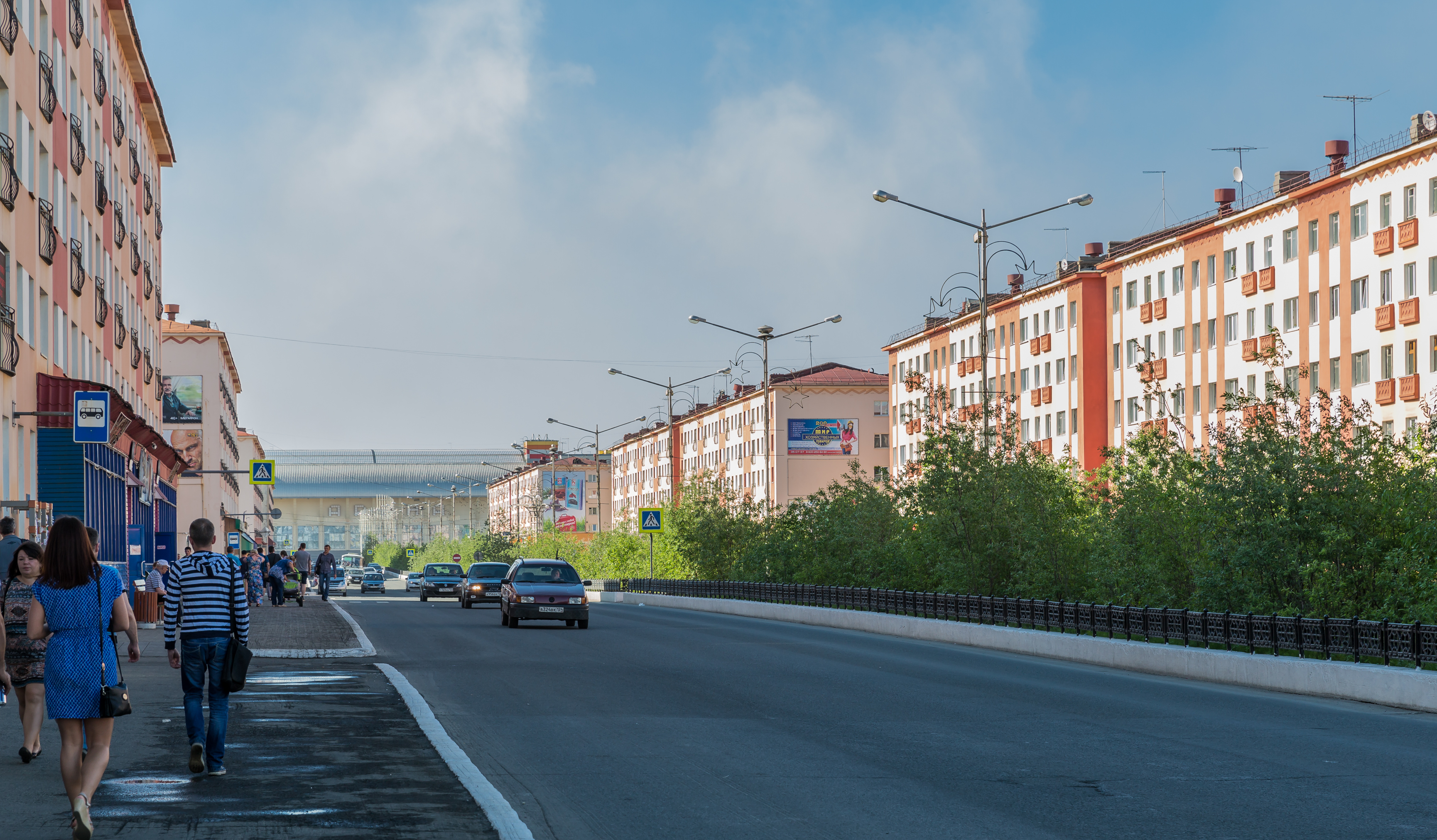
Imagen de Leninsky Prospekt en Norilsk, en una foto de 2016.
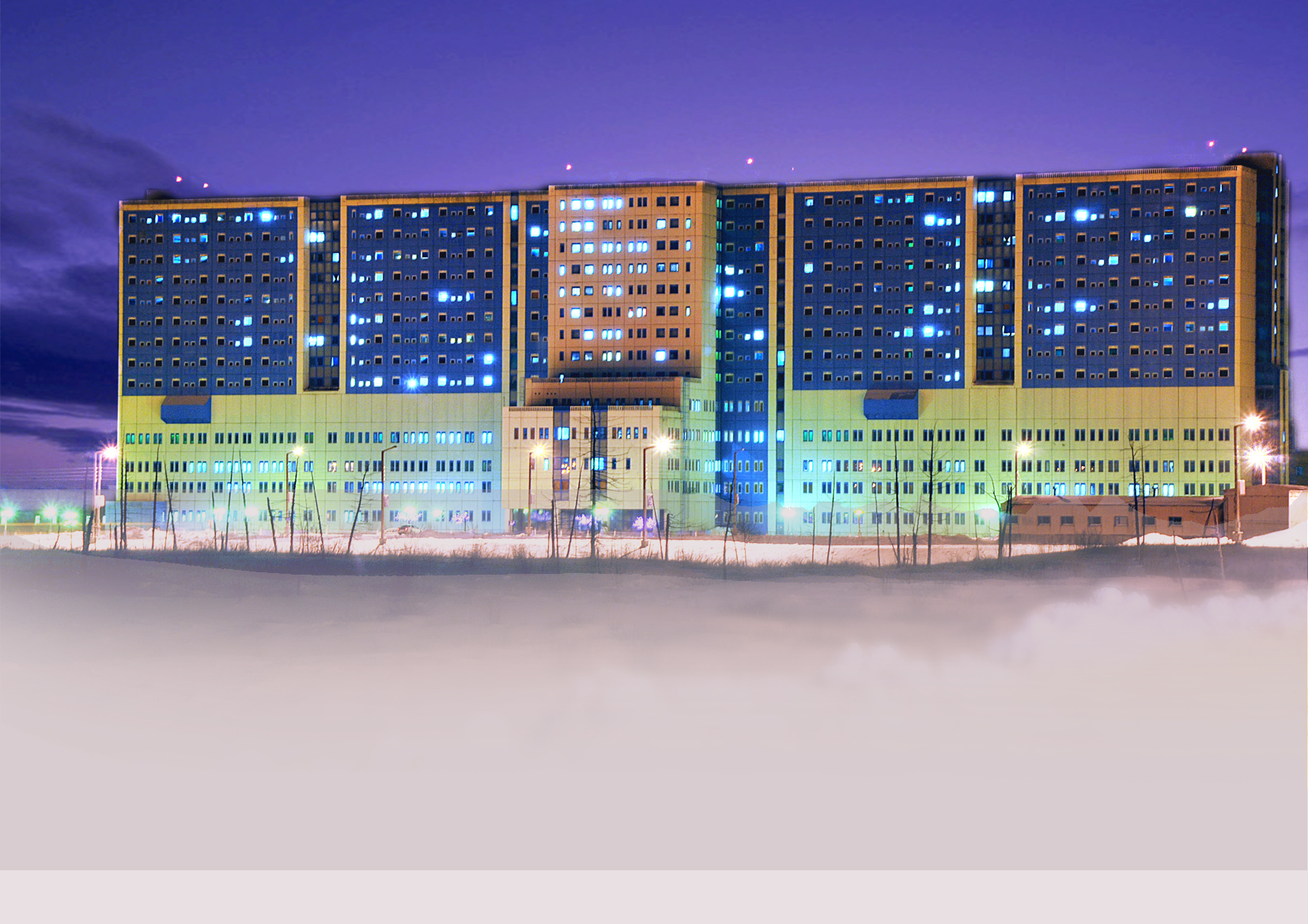
El nuevo complejo hotelero de la ciudad en una foto de 2012, el cual está situado a unos 8 kilómetros del centro.
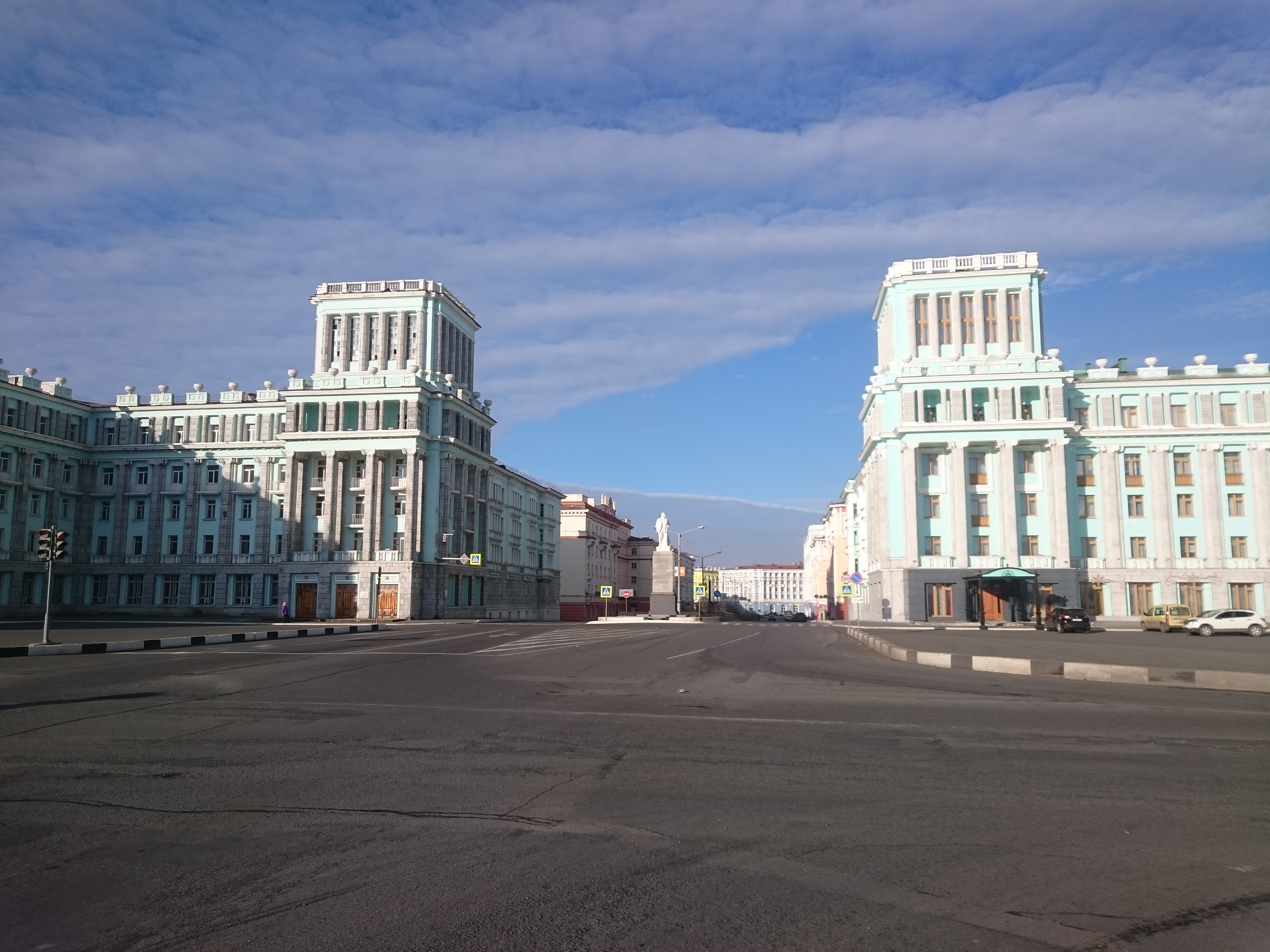
Plaza de Octubre en Norilsk, imagen de 2015.
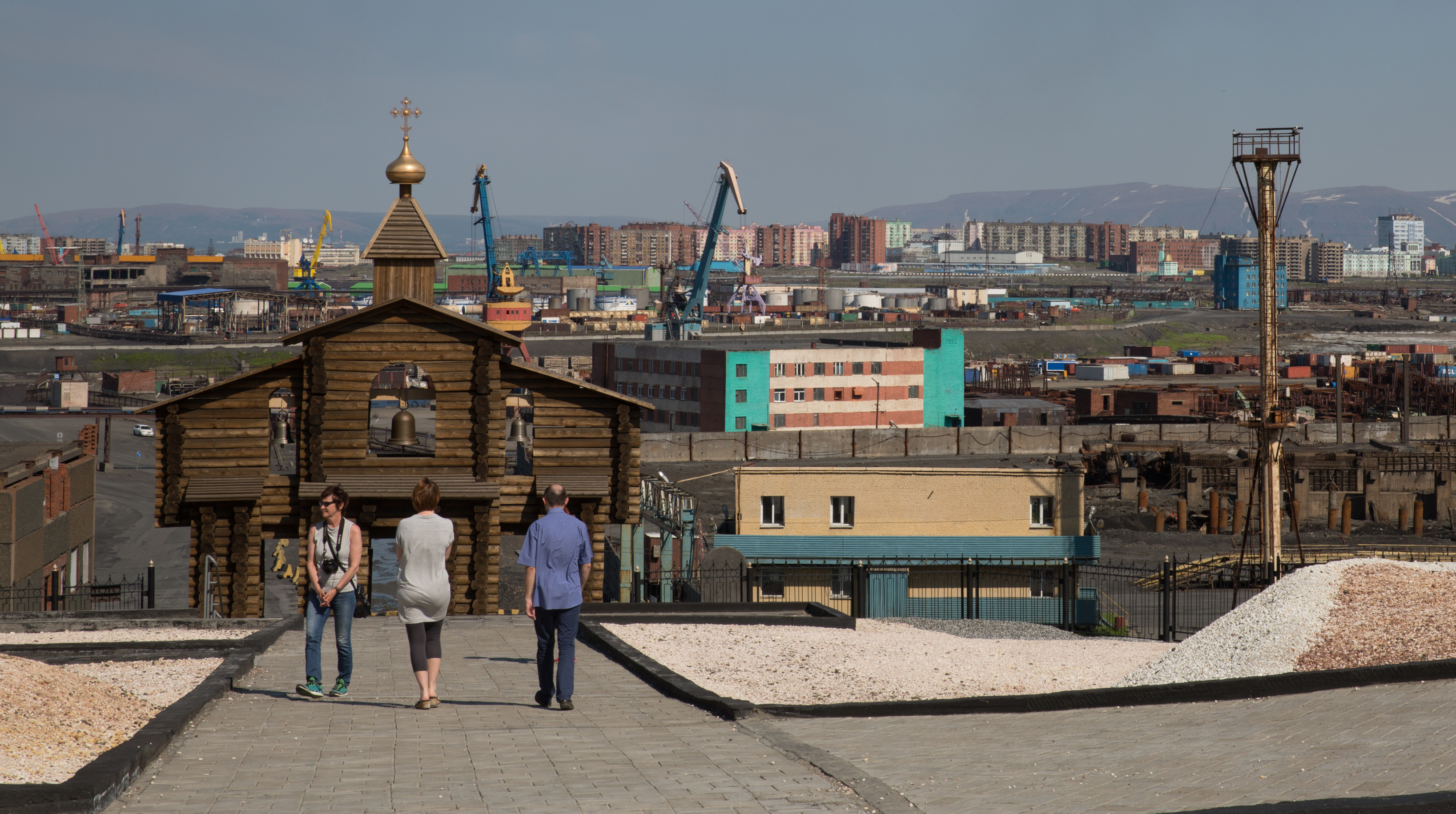
Monumento a las víctimas del Gulag.
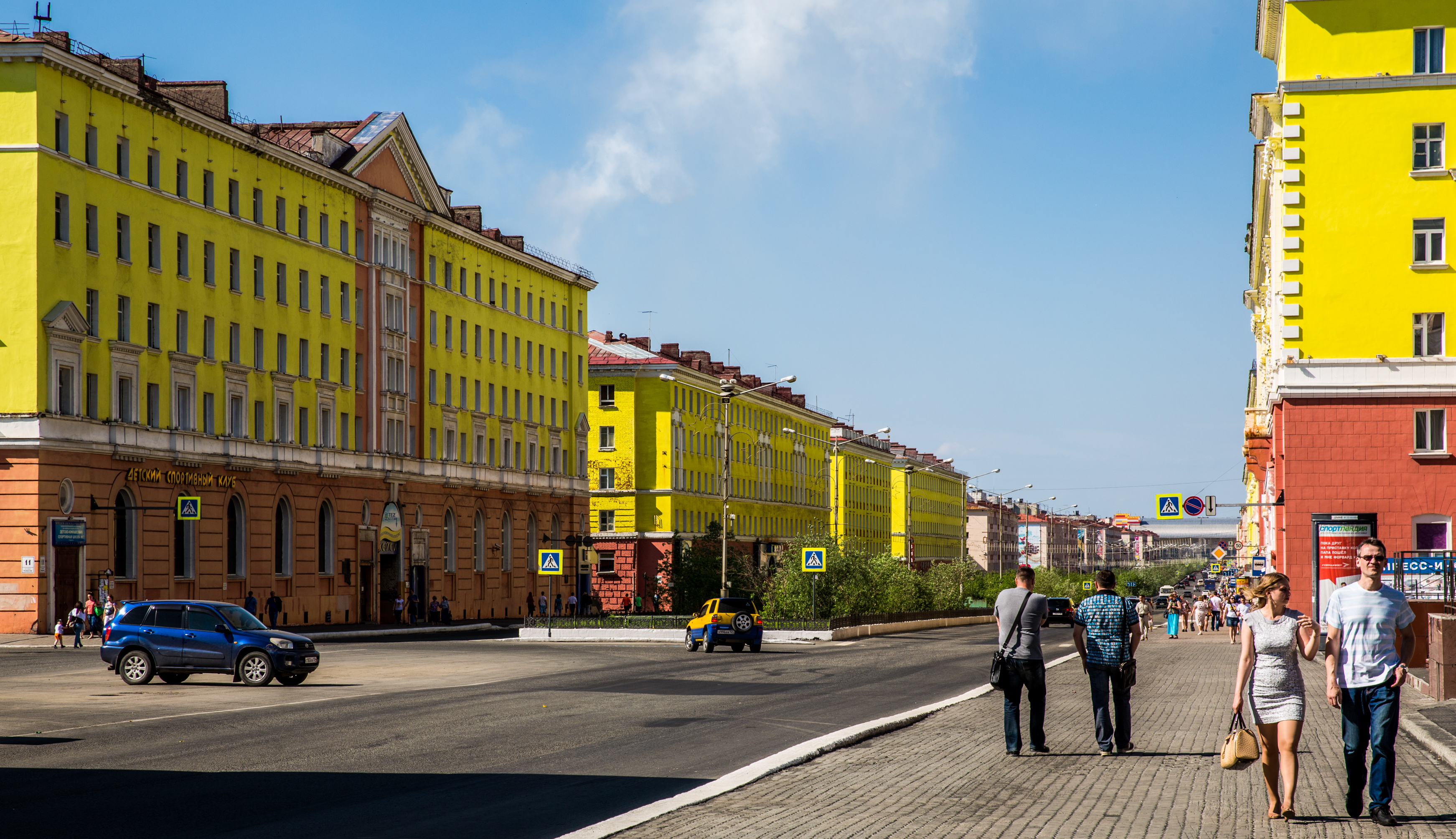
Leninsky Prospekt en imagen de 2016.
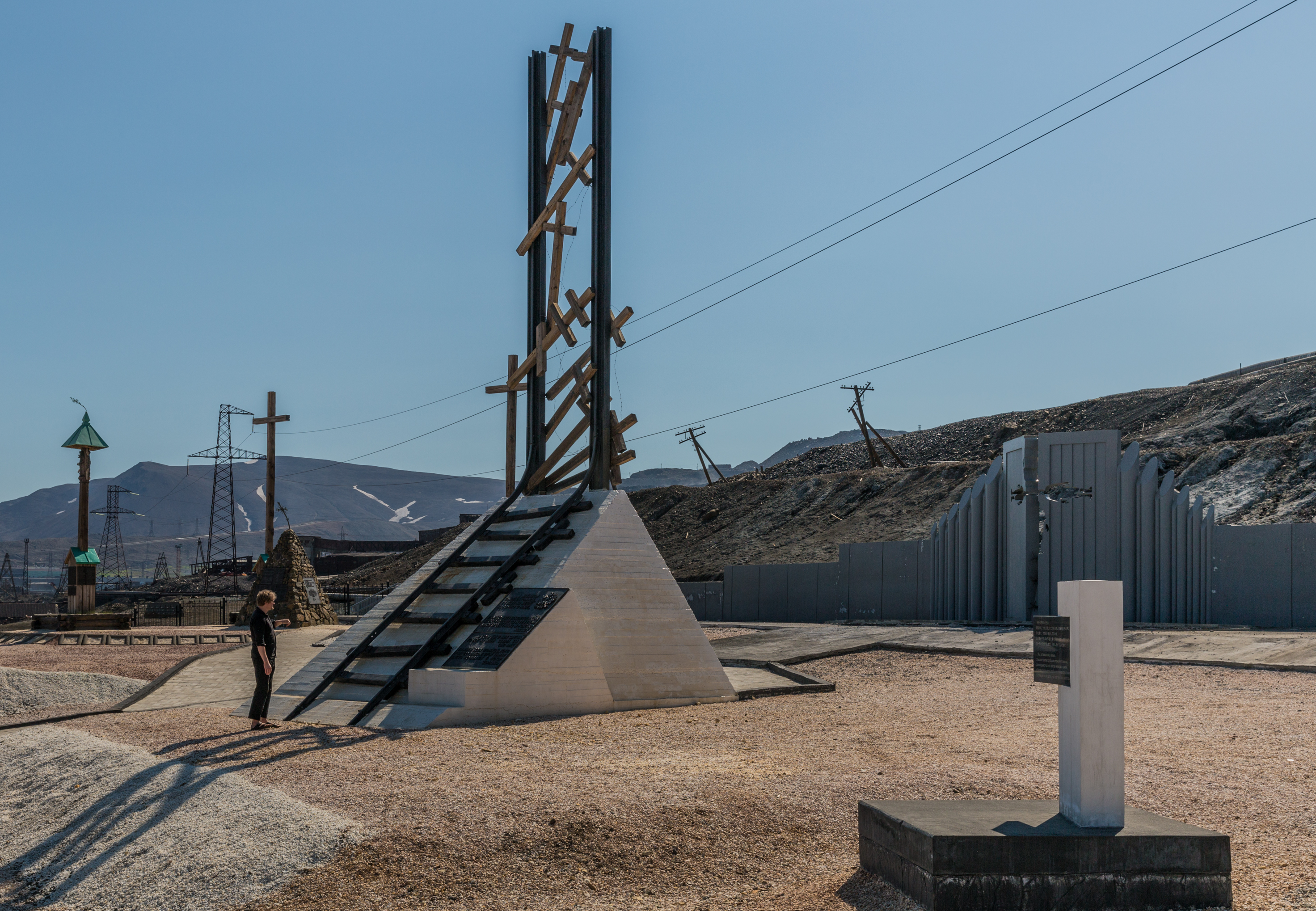
Monumento a las víctimas del Gulag.
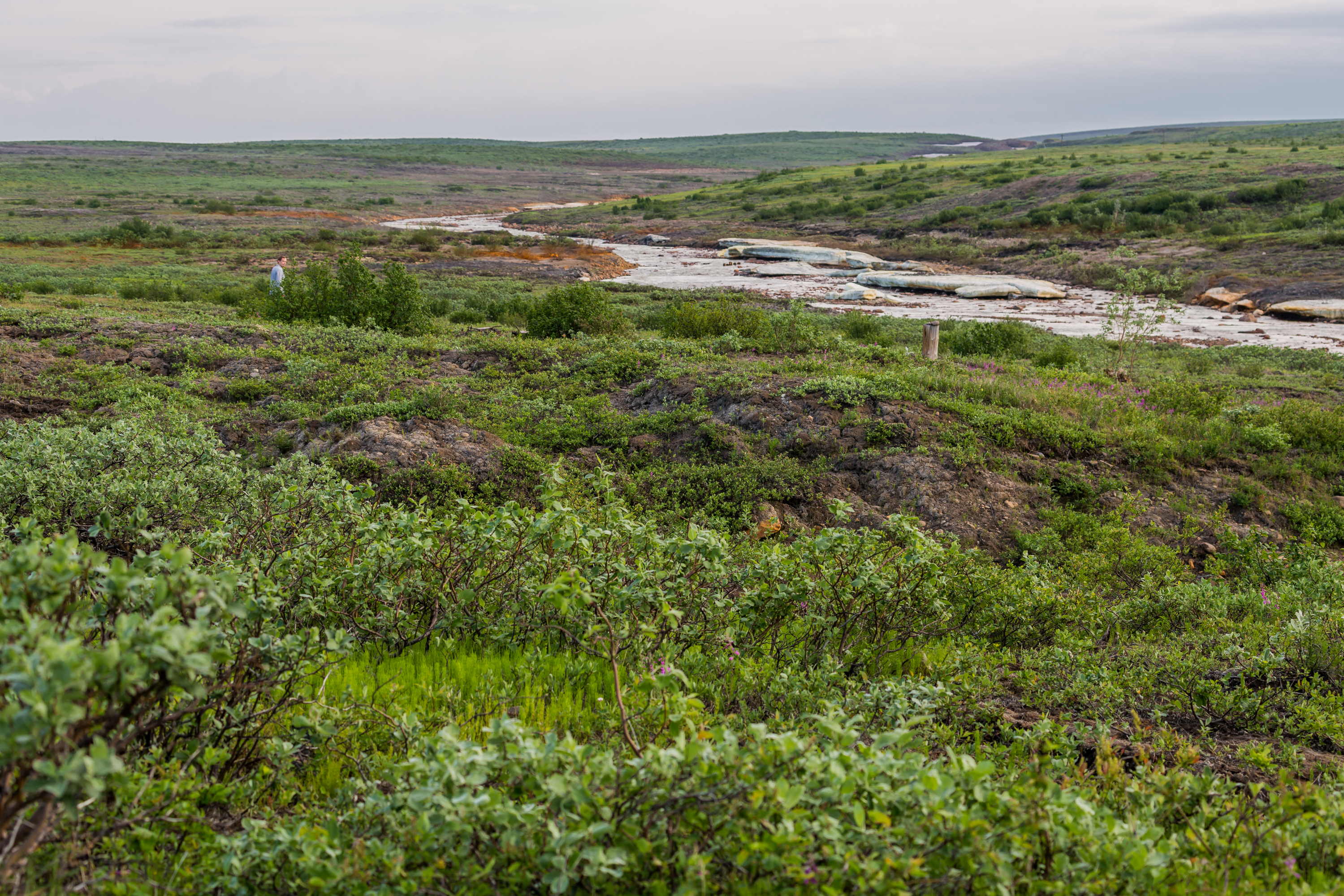
Imagen de la tundra cerca de Norilsk.
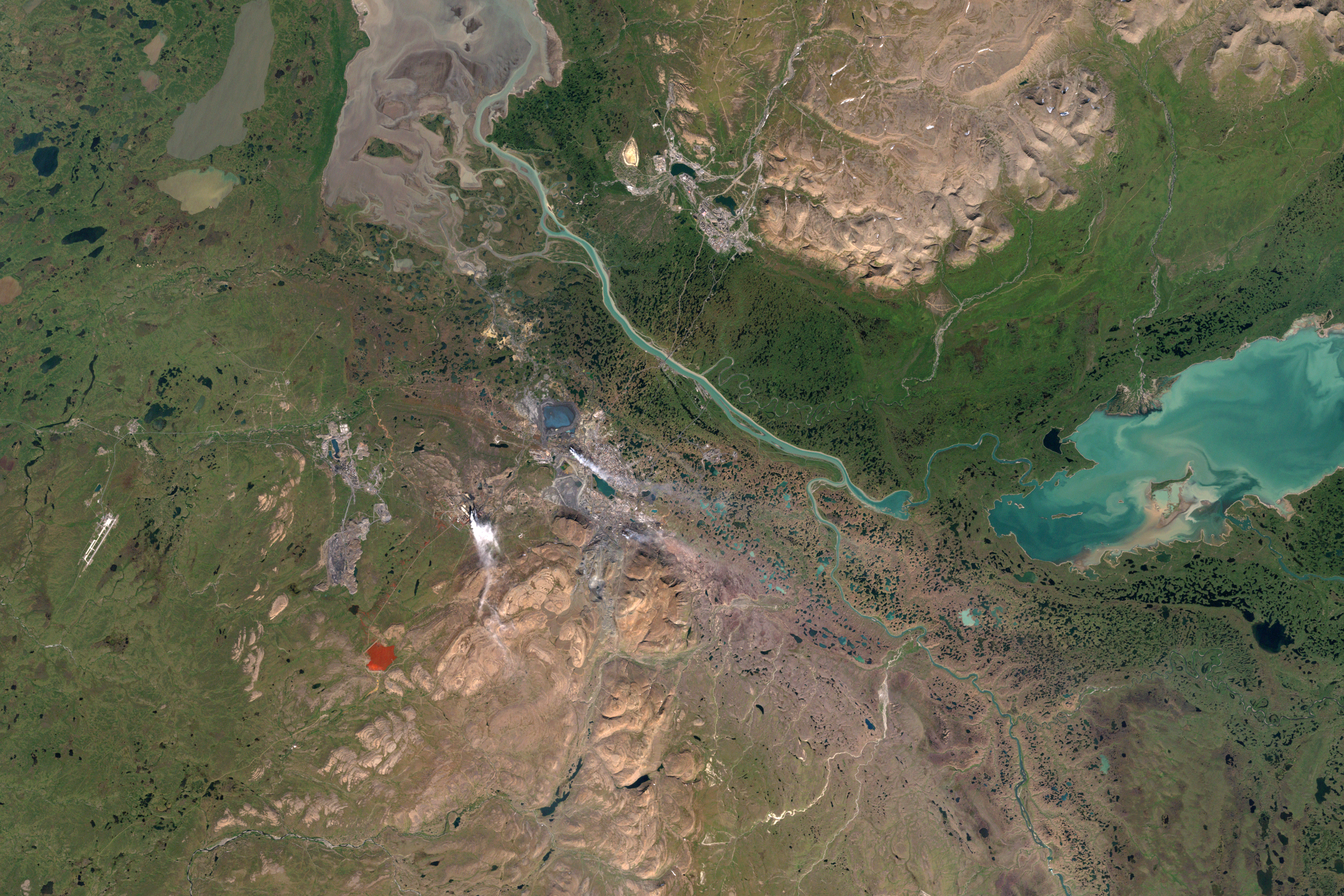
Imagen de satélite alrededor de la ciudad.